# Bodensee (Baja Sajonia)
Bodensee es un municipio situado en el distrito de Gotinga, en el estado federado de Baja Sajonia (Alemania), a una altitud de 170 metros. Su población a finales de 2016 era de unos 820 habitantes y su densidad poblacional, 110 hab/km².
Se encuentra ubicado a poca distancia al norte de la frontera con el estado de Turngia.